# Симптотермальный метод
Симптотермальный метод распознавания плодности (СТМРП) − метод естественного планирования семьи. Симптотермальный метод сочетает в себе температурный, календарный и цервикальный метод (метод Биллингса)  определения плодности, благодаря чему отличается от вышеназванных методов большей точностью и надёжностью. Большая эффективность данного метода планирования семьи обеспечивается за счёт уменьшения погрешностей в измерениях отдельных параметров и анализа этих признаков в совокупности.

## Суть метода
Женщина обладает способностью к зачатию во время определённого периода менструального цикла. Фертильный период (когда зачатие возможно) включает в себя несколько дней до и после овуляции. В среднем, овуляция наступает на четырнадцатый день менструального цикла (при 28-дневном цикле), однако у каждой женщины существуют индивидуальные особенности его протекания. Для составления наиболее полной картины менструального цикла наблюдают сразу за несколькими показателями:
- базальная температура
- цервикальная слизь
- изменение положения шейки матки, степени её открытости и мягкости[2]
- физиологические показатели овуляции.

Результаты наблюдений заносят в таблицу, по которой и определяют границы фертильного периода цикла. В это время следует воздерживаться от половых сношений при откладывании беременности. Для женщин, желающих зачать ребёнка, также рекомендуется использовать симптотермальный метод с целью определения наиболее благоприятных для этого дней цикла.

## Эффективность
Индекс Перля (вероятности незапланированного зачатия) при правильном использовании метода составляет 0,3.. Это значит, что при использовании метода для откладывания зачатия в течение 1 года у 3 пар из 1000 наступает незапланированная беременность. Такой результат достигается только при правильном понимании и соблюдении правил использования метода.

## Особенности применения метода
- Наблюдения требуют около 10 минут в день.[5]
- Для успешного применения метода важно понимание физиологических процессов.
- Ежедневные наблюдения способствуют развитию самодисциплины.
- Необходимость воздержания от соитий в плодный период при откладывании зачатия.